# Arthur Q. Bryan
Arthur Q. Bryan (8 de mayo de 1899 - 18 de noviembre de 1959) fue un actor de voz y locutor radiofónico de nacionalidad estadounidense, conocido sobre todo por su larga trayectoria como el Dr. Gamble en la comedia radiofónica Fibber McGee and Molly, así como por dar voz al personaje de animación de Warner Brothers Elmer Gruñón.

## Primeros años.Looney Tunes
Su nombre completo era Arthur Quirk Bryan, y nació en el barrio de Brooklyn, en Nueva York. Desde joven con el fuerte deseo de dedicarse a trabajar en el mundo del espectáculo, pasaron varios años hasta que consiguió un trabajo regular, aunque insatisfactorio, como intérprete de pequeños papeles y como narrador ocasional en algunas producciones rodadas en Hollywood.
Sin embargo, la gran oportunidad de Bryan llegó a finales de los años 1930 dando voz a los personajes Egghead y Elmer Gruñón en la sección de animación de Warner Brothers dirigida por Leon Schlesinger.
Junto a varios personajes a los que daba voz Mel Blanc, entre ellos Bugs Bunny, el Pato Lucas, o Porky Pig, una de las primeras grandes estrellas de Warner fue el Elmer Gruñón de Bryan. El personaje, un cazador con acento de Brooklyn, apareció en cortos como el de 1941 protagonizado por Bugs Bunny Wabbit Twouble.
Cuando le vio actuar, el director Bob Clampett (o "Wobert Cwampett", según los créditos) pensó que la cintura de Bryan añadiría hilaridad a su diálogo, y rediseñó a Gruñón como un hombre gordo, siguiendo la apariencia real de Bryan. Tras unos pocos cortos, Clampett decidió que se había equivocado, y Gruñón volvió a su forma clásica. Gordo o delgado, el Gruñón de Bryan fue tan popular que los cortos del personaje fueron utilizados para crear y desarrollar a Bugs Bunny, teniendo lugar la primera aparición oficial de Bugs Bunny en el corto de Gruñón A Wild Hare.
El nombre de Bryan no aparecía en los créditos de Looney Tunes porque el contrato de Mel Blanc con Warner Brothers estipulaba que solo Blanc podría aparecer en los créditos como actor de voz. A pesar de ello, Bryan y Blanc siguieron siendo buenos amigos a lo largo de sus carreras con Warner Brothers.

## Radio
El trabajo de animación de Bryan no pasó desapercibido a los productores radiofónicos. Aunque sus primeras incursiones en el medio se vieron inevitablemente acompañadas de instrucciones para utilizar la voz de Elmer Gruñón, Bryan pronto llamó la atención de Don Quinn y Phil Leslie, equipo responsable del show Fibber McGee and Molly y de sus personajes secundarios, dos de los cuales fueron el origen de shows radiofónicios propios, The Great Gildersleeve y Beulah.
El personaje de Gildersleeve, interpretado por Harold Peary, fue el primer exitoso spin-off del show; ese motivo, más el inicio de la Segunda Guerra Mundial (Gale Gordon y Bill Thompson, actores de Fibber McGee and Molly hubieron de cumplir el servicio durante la contienda) le dieron la oportunidad de interpretar otras voces masculinas.
Bryan fue contratado para trabajar en la nueva serie Great Gildersleeve, haciendo el papel de Lucius Llewellyn (utilizando la voz de Elmer Gruñón), y posteriormente el de Floyd Munson. Su trabajo en el show (con su voz natural) impresionó a Quinn y a Leslie, por lo cual Bryan fue contratado para actuar en Fibber McGee and Molly en 1943, interpretando a Doc Gamble.
Bryan fue también miembro del reparto de The Charlotte Greenwood Show a mediados de los años 1940, y encarnó al Tte. Levinson en el programa Richard Diamond, Private Dective  desde el 9 de junio de 1950 hasta el 29 de junio de 1951.

## Cine
Bryan nunca llegó a disponer de una gran oportunidad en el cine, actuando principalmente en cameos, en los que habitualmente empleaba la personalidad de Elmer Gruñón, o en pequeños papeles de reparto de películas de serie B (como el film de Bela Lugosi The Devil Bat). Sin embargo, actuó en docenas de películas con el paso de los años, algunas de ellas cintas de éxito como Sansón y Dalila. También participó en dos filmes de Bob Hope y Bing Crosby, Road to Singapore y Road to Rio, y en el largometraje de Ozzie y Harriet Nelson Here Come the Nelsons. 
Bryan actuó con frecuencia en cortos de Warner Bros. y Columbia Pictures, incluyendo primeros papeles en comedias del "Grouch Club" y actuaciones de reparto en la serie del personaje Joe McDoakes. Una de sus interpretaciones más destacadas tuvo lugar en el corto de Charley Chase "South of the Boudoir" (1940). 
Sin aparecer en los créditos actuó (una vez más con un pequeño papel muy similar a Elmer) en el film de 1945 She Wouldn't Say Yes.
Bryan continuó en el show Fibber como segundo personaje masculino, aún después de volver al programa Thompson y (durante un tiempo) Gordon, siendo el Dr. Gamble y encarnando además a Floyd en "Gildersleeve" hasta su conclusión en 1954. El último trabajo de Bryan como gruñón llegó en Person To Bunny una parodia de la serie de Edward R. Murrow.

## Televisión
Bryan fue panelista en el concurso Quizzing the News (1948–49), participando en otras numerosas producciones a principios de los años 1950, entre ellas la comedia Beulah. También tuvo un papel menor en 1955, el de Mr. Boggs en la sitcom de la CBS Professional Father, protagonizada por Stephen Dunne.

## Muerte
Arthur Q. Bryan falleció súbitamente a causa de un infarto agudo de miocardio el 18 de noviembre de 1959 en Hollywood, California. Hal Smith asumió la voz de Elmer Gruñón en producciones posteriores de Looney Tunes. Bryan fue enterrado en el Cementerio Valhalla Memorial Park.